# バルバリア海賊

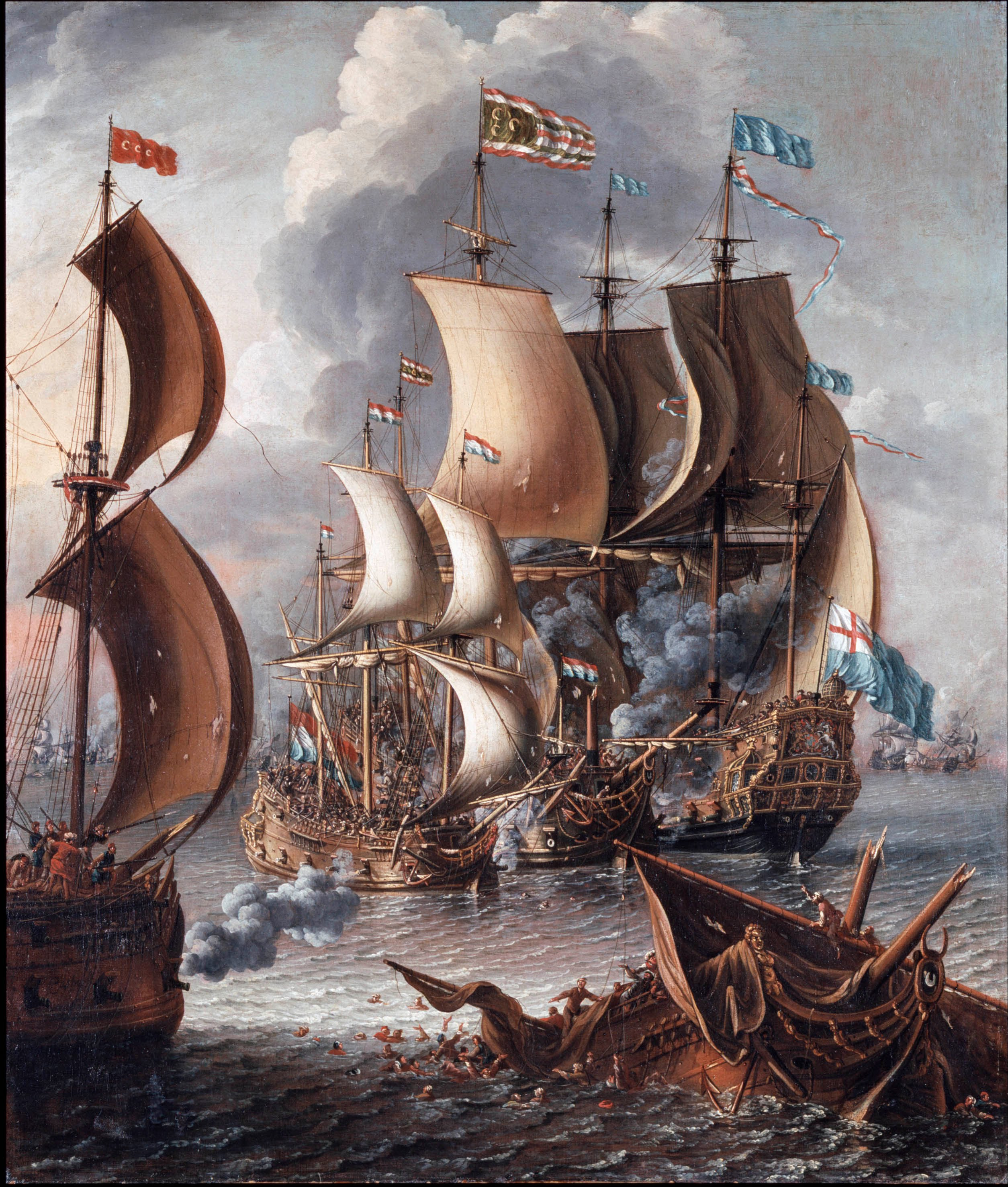
「バルバリア海賊との海戦」、カストロ・ロレンソ画、1681年頃

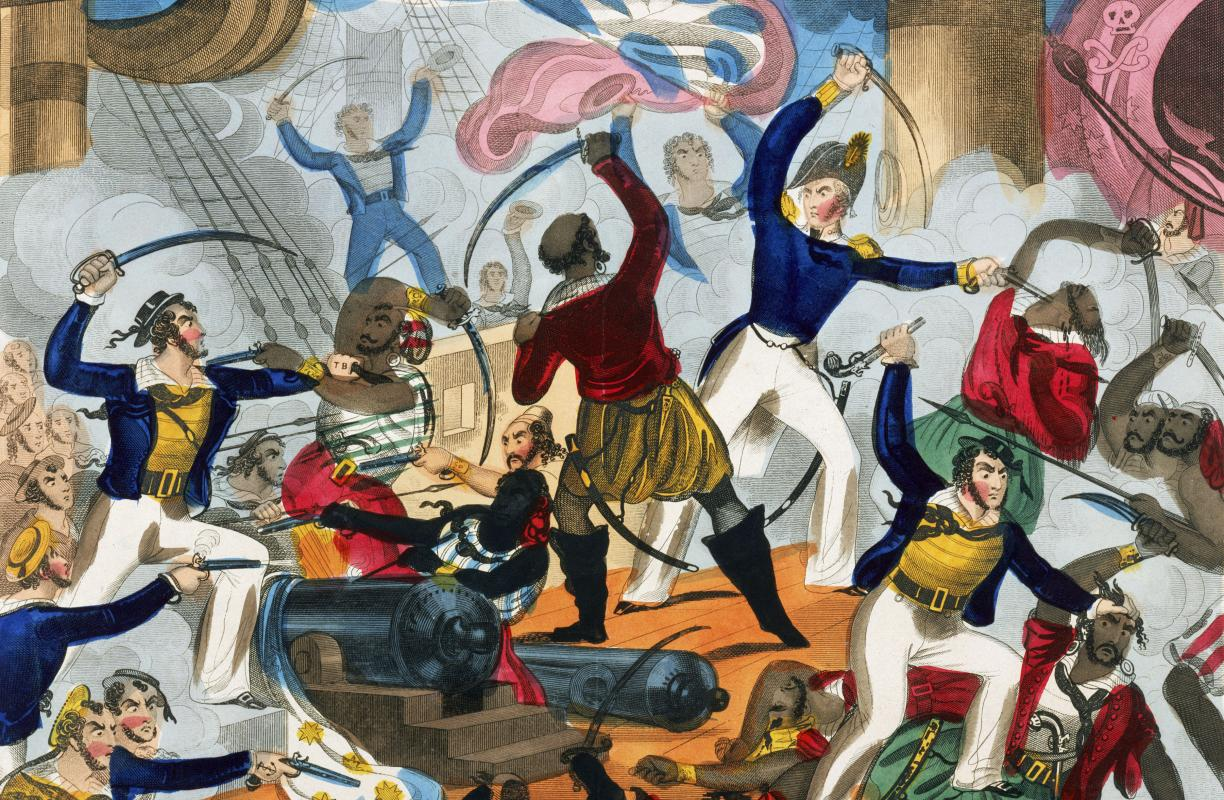
アルジェリアの海賊船に乗り移って戦うイングランド水兵

バルバリア海賊（バルバリアかいぞく、英: Barbary pirates、またはバルバリア・コルセア、英: Barbary corsairs、またはオスマン海賊、英: Ottoman corsairs）は、北アフリカの主にアルジェ、チュニス、トリポリを基地として活動した海賊と私掠船乗員である。

## 概要
北アフリカの地中海沿岸地域は、ベルベル人が住んでいるので、ヨーロッパではバーバリ（バルバリア）海岸と呼ばれていた。それを根拠地とした海賊が、バルバリア海賊である。
その略奪行為は地中海全体に及び、西アフリカの大西洋岸や南アメリカ、さらには北大西洋のアイスランドまで広がっていたが、主な活動領域は西地中海だった。船舶を捕獲することに加え、主にイタリア、フランス、スペイン、ポルトガル、さらにはブリテン諸島、オランダ、アイスランドまでの海岸にある町や村を襲うラジアと呼ばれた略奪を行った。その攻撃の主目的は北アフリカや中東でのイスラム市場に送るキリスト教徒奴隷を捕まえることだった。
このような襲撃は、イスラム教徒がこの地域を征服してから間もなく始まったが、バルバリア海賊という言葉は通常16世紀以降の襲撃者について使われるようになった。この時期から襲撃の頻度が上がり、範囲が広がったものであり、アルジェ、チュニス、トリポリはオスマン帝国の支配下に入り、バーバリ諸国と呼ばれる直接管理地域あるいは自律的独立地域になっていた。類似した襲撃はサレなどモロッコの港からも出て行われていたが、厳密にはモロッコはオスマン帝国の支配下になっておらず、バーバリ諸国に数えられていない。

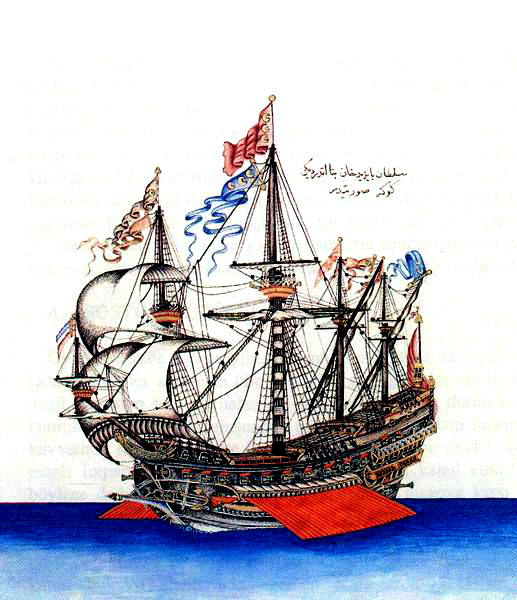
ゲーケ（1495年）、レパントの海戦でケマル・レイースの旗艦になった

海賊は数多くの船舶を捕獲した。スペインやイタリアの海岸線はほとんど全て住民が放棄することになり、19世紀まで定住が進まなかった。16世紀から19世紀、バルバリア海賊は80万人ないし125万人の人々を捕まえて奴隷にしたと推計されている。海賊の中にはジョン・ウォード（イギリス人）やジーメン・ダンスカー（オランダ人）の様にヨーロッパのはぐれ者や改宗者がいた。バルバロッサ兄弟のバルバロス・ハイレッディンとバルバロス・オルチは16世紀初期にオスマン帝国のためにアルジェを支配しており、海賊としても有名である。1600年頃、ヨーロッパの海賊がバーバリ海岸に最新式の航海術と造船術をもたらし、そのことで海賊行為は大西洋にまで広がり、17世紀初期から半ばが最盛期になった。
17世紀後半にはヨーロッパ諸国の強力な海軍がバーバリ諸国と競って、和平を結びその船舶に対する攻撃を止めさせるようなったので、海賊行為の範囲は小さくなり始めた。しかし、そのように有効な保護が無いキリスト教国の船舶や海岸は19世紀まで被害を受け続けた。ナポレオン戦争の後の1814年から1815年のウィーン会議で、ヨーロッパ列強がバルバリア海賊を完全に抑圧する必要性に合意し、その脅威はほとんど消えたものの、時として海賊行為は発生し続けており、完全に無くなったのはフランスが1830年にアルジェを征服した時だった。

## 歴史
イスラム教徒による海賊行為は、地中海では少なくとも9世紀の短命に終わったクレタ島のムスリム政権（824年 - 961年）の時代から知られていた。イタリア、フランス、スペインの海岸地帯を襲い時には内陸部までさかのぼり財産と人を奪い奴隷貿易を生業とした。しかしノルマンによるシチリア奪回、イタリア海洋都市の勢力伸長により勢いは衰えた。1390年に「バルバリア十字軍」とも呼ばれるフランスとジェノヴァによるマジア攻撃を引き起こしたほど、チュニジアの海賊が脅威になったのは14世紀の後半になってからだった。レコンキスタによるムーア人の追放とマグリブ（バーバリ諸国）の海賊が数を増やした事実はあったが、バルバリア海賊が真にキリスト教国の船舶に脅威となったのは、オスマン帝国が拡大し、1487年に私掠船とケマル・レイース提督が北アフリカに来てからだった。

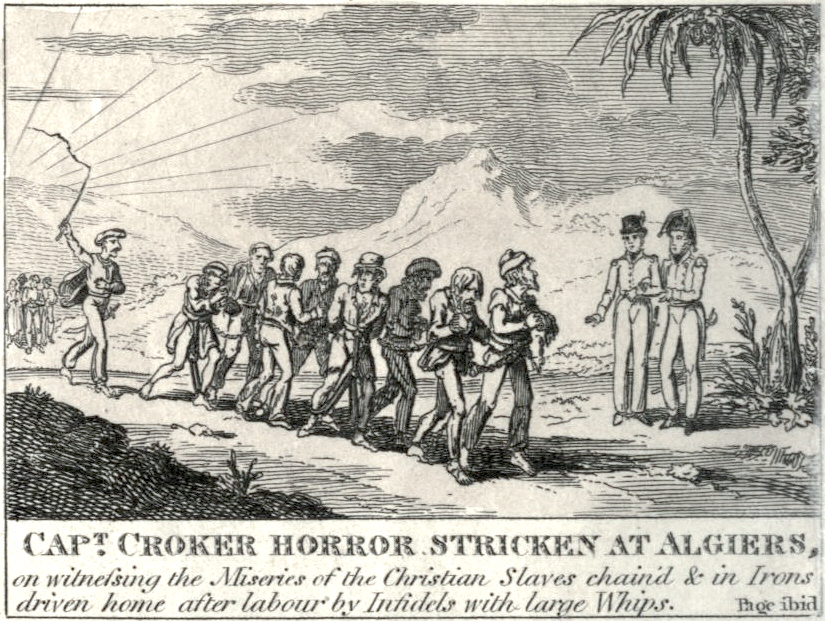
アルジェでキリスト教徒奴隷の悲惨さを目撃するイギリス軍大尉達、1815年

バルバリア海賊は長い間アフリカ北海岸でイングランドやヨーロッパの船舶を攻撃して来た。1600年代からイングランドの商船や旅客船を攻撃していた。多くの捕虜が取られたことは、身代金を用意する家族や地方教会の団体による資金集めを常に必要とした。北アメリカの植民地がしっかりと設立されるようになる以前、バルバリア海賊の捕虜になった者やアラブの奴隷に売られた者が書いた捕虜の話にイングランド人は親しむようになった。これはイングランドの植民地人がインディアンの捕虜にされ、独自に捕虜生活の物語を書くようになるその前の時代だった。
アメリカ独立戦争のとき、海賊はアメリカの船舶を攻撃した。1777年12月20日、モロッコのスルターンモハメド2世が、アメリカの商船はスルターン国の保護下にあり、地中海とその海岸線を安全に航海できると宣言した。モロッコとアメリカの友好条約は、アメリカ合衆国が外国と結んだ最古の永続している友好条約となっている。1787年、モロッコはアメリカ合衆国を認知した最初期の国となった。
1798年になってもサルデーニャに近い小島がチュニジア人に攻撃され、900人以上の住人が奴隷として連れて行かれた。その歴史を通じて、地理はアフリカ北海岸の海賊の側に味方した。その海岸は海賊の欲求と需要にとって理想的なものだった。自然の港は潟湖の背後にあることが多く、その領海を通ろうとする船舶に攻撃を掛けるようなゲリラ的戦闘には格好の隠れ家だった。海岸線にある山岳地は海賊にとって十分な偵察を行うことも可能にした。船舶は遠くから視認され、海賊が攻撃の準備をしてその犠牲者を急襲できるだけの時間を与えた。

### 16世紀

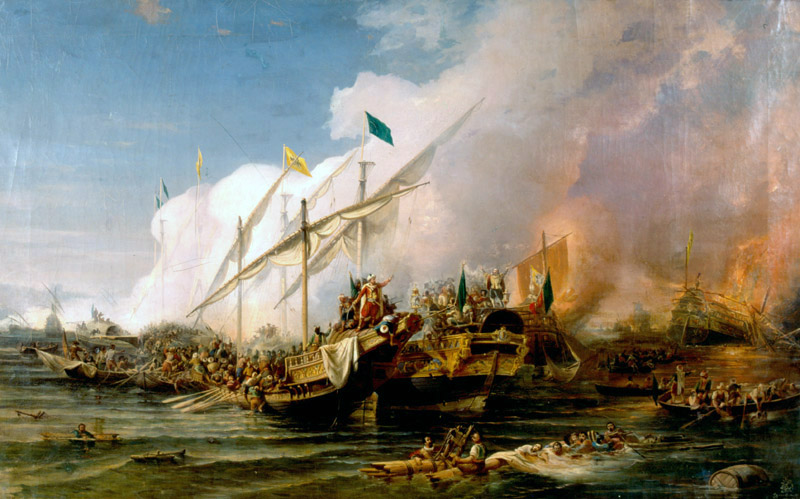
プレヴェザの海戦、1538年

スペインのムーア人やレバントのイスラム教徒冒険者の中でも最も成功したのが、ミティリーニ出身のバルバロス・ハイレッディンとバルバロス・オルチの兄弟であり、15世紀から16世紀への変わり目に襲撃の回数を増加させた。スペインはこれに応えて海岸町のオラン、アルジェ、チュニスの征服を始めた。しかし、オルチが1518年にスペインとの戦闘で戦死した後、その弟であるハイレッディンがオスマン帝国皇帝のセリム1世に訴えて軍隊を派遣させた。1529年、ハイレッデンはアルジェの前にある岩がちの防塞となっていた島からスペイン人を追い出し、その地域にオスマンの支配権を確立した。1518年頃から1587年にウルチ・アリが死ぬまで、アルジェは北アフリカのベイレルベイ（州総督）政府の中心地であり、そこからトリポリ、チュニジア、アルジェを統治した。1587年から1659年、オスマン帝国のコンスタンティノープルから派遣されたパシャが支配したが、その後年はアルジェでおきた軍事革命によって、パシャの権力は有名無実になった。1659年からこれらアフリカの都市は、依然としてオスマン帝国の一部ではあったが、実際には軍事的共和国であり、独自の支配者を選択し、スペイン人やポルトガル人から奪った戦利品で生活していた。シナン・レイースやサミュエル・パラチェのようなセファルディム（スペイン系ユダヤ人）が、イベリア半島から逃れ、オスマン帝国の旗の下にスペイン帝国の船舶を襲う側に回り、異端審問の宗教的迫害に対する利益の上がる報復戦略とした例も幾つかあった。
その初期（1518年から1587年）には、ベイレルベイがスルターンの提督であり、大艦隊を率いて政治目的で戦争の作戦指揮を執った。彼らは奴隷狩りを行う者であり、その手段は残忍なものだった。1587年以後、その後継者の目標は陸や海での略奪者になることだった。海上での作戦は船長すなわち「レイズ」によって遂行され、彼らが1つの階級、あるいは法人すら形成した。巡航船は投資家が艤装し、レイズが指揮した。戦利品の10%相当がパシャあるいはその後継者に支払われ、パシャは「アガ」あるいは「デイ」、「ベイ」の称号を冠した。
.

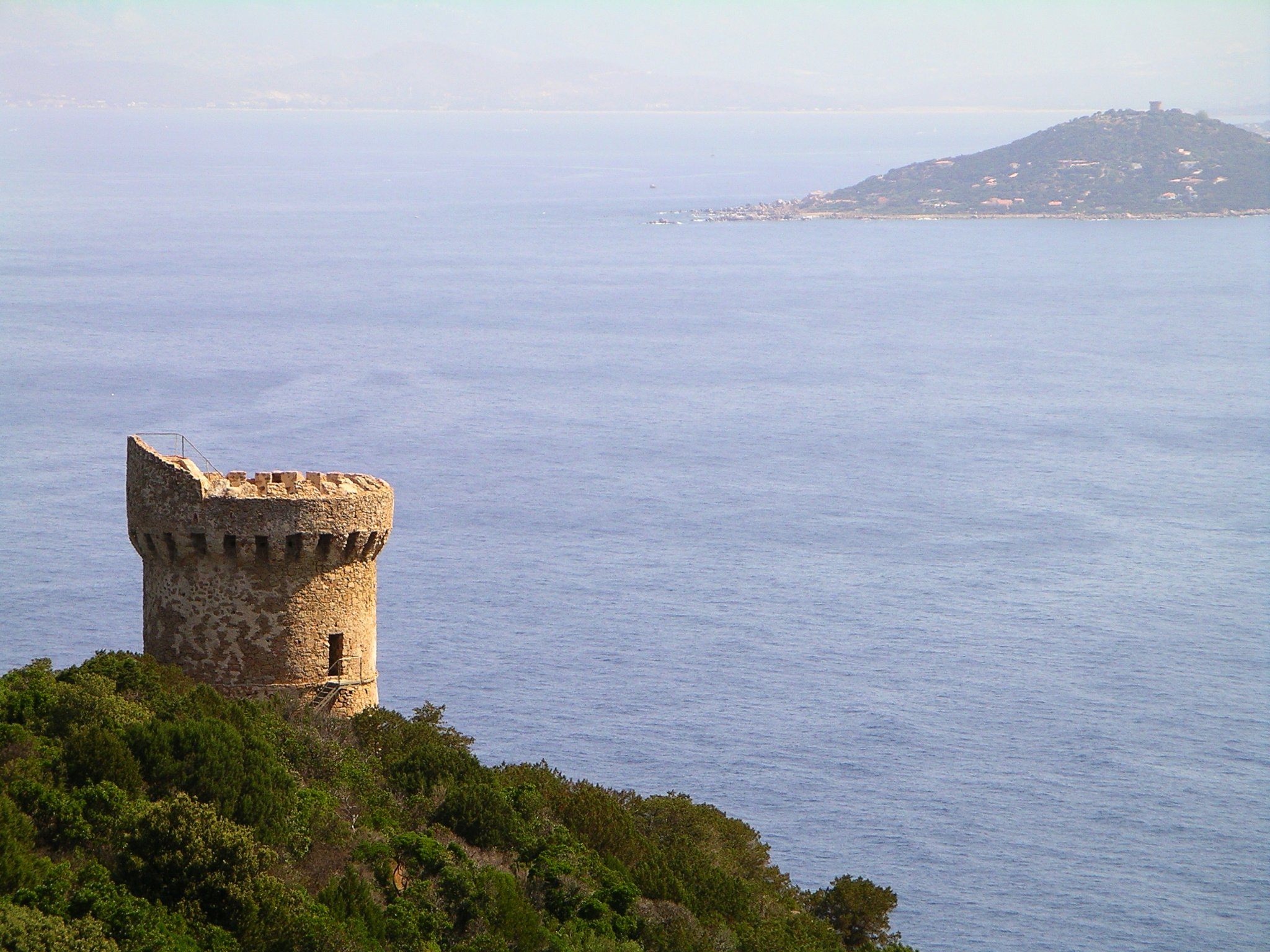
バルバリア海賊は度々コルシカ島を襲ったので、多くのジェノア塔が建てられた

1544年、ハイレッディンがナポリ湾のイスキア島を占領して4,000人を捕虜に取り、リーパリ島のほぼ全人口にあたる9,000人ほどを奴隷にした。1551年、チュルガット・レイースがマルタのゴゾ島の全人口にあたる5,000人ないし6,000人を奴隷にし、オスマン・リビヤに送った。1554年、海賊がイタリア南部のヴィエステを襲い、推計7,000人を奴隷にした。1555年、チュルガット・レイースがコルシカ島のバスティアを襲い、6,000人を捕虜にした。1558年、バルバリア海賊がメノルカ島のシウタデリャ・デ・メノルカを占領し、町を破壊し、住民を虐殺し、生存者3,000人をイスタンブールに奴隷として送った。1563年、チュルガット・レイースがスペインのグラナダ県海岸に上陸し、アルムニェーカルなど地域の海岸町を占領し、4,000人を捕虜にした。バルバリア海賊はバレアレス諸島を何度も襲ったので、これに対抗するために海岸地域には多くの望楼や要塞化された教会が建設された。海賊の脅威は大変深刻だったので、フォルメンテラ島等は人が住まなくなった。
この初期であってもヨーロッパ諸国は反撃した。リヴォルノの記念碑「クアトロ・モリ」は、マルタ騎士団や、メディチ家のトスカーナ大公フェルディナンド1世・デ・メディチがグランド・マスターだった聖ステファン騎士修道会が、16世紀にバルバリア海賊に勝利したことを記念するものである。もう1つの対処法は独自のフリゲート艦を建造することだった。軽量で快速の操作しやすいガレー船は、バルバリア海賊が戦利品や奴隷を持って逃げようとするところを追いかけられるよう設計された。その他にも、海岸の物見やぐらから住民に要塞化された場所へ逃げるよう警告を与え、また海賊と闘うために地元兵を集める手段があったが、海賊は急襲という利点があったので、武力による対抗は特に難しかった。脆弱であるヨーロッパ地中海の海岸線は大変長く、北アフリカ・バルバリア海賊の基地からは容易に近づけ、さらに海賊はその襲撃の作戦を慎重に立てていた。

### 17世紀

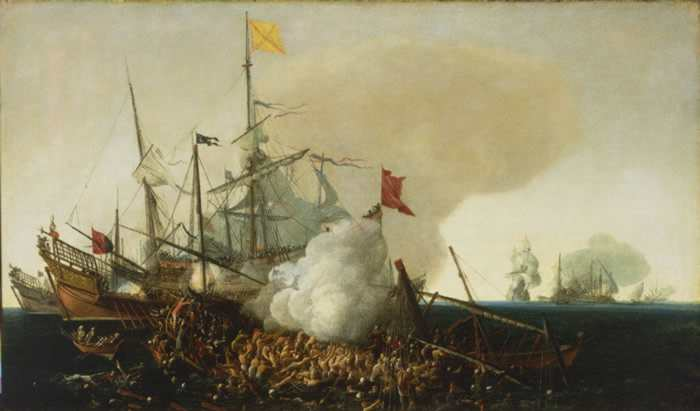
バルバリア海賊船と対戦するスペインのマン・オブ・ウォー、コーネリス・ヘンドリクス・ブルーム画、1615年

17世紀前半はバルバリア海賊による襲撃の最盛期だった。これには特に著名なジーメン・ダンセカー（サイモン・デ・ダンサー）などオランダ人海賊が大きく貢献しており、オランダ革命の間にスペイン船を攻撃するためにバーバリの港を基地として使った。彼らは地元襲撃者と協力し、オランダの最新式帆走用艤装を紹介し、大西洋まで出ていくことを可能にした。これらオランダ人海賊の中にはイスラム教に改宗して恒久的に北アフリカに住んだ者もいた。その例として、「デ・ビーンボーア」と呼ばれたスレイマン・レイースは1617年にアルジェ海賊艦隊の提督となり、またその操舵手であるムラト・レイース、オランダ名ジャン・ジャンスゾーンがいた。二人とも悪名高いオランダ人海賊ジーメン・ダンセカーのために働いた。
1607年、マルタ騎士団が45隻のガレー船で攻勢に出て、アルジェリアのボナの町を占領し、略奪した。ジャコポ・インギラミの指揮する聖ステファン騎士修道会もこの勝利に加わり、その様子はフィレンツェのピッティ宮殿「サラ・ディ・ボナ」にベルナルディーノ・ポッチェッティが描いた一連のフレスコ画に記念されている。

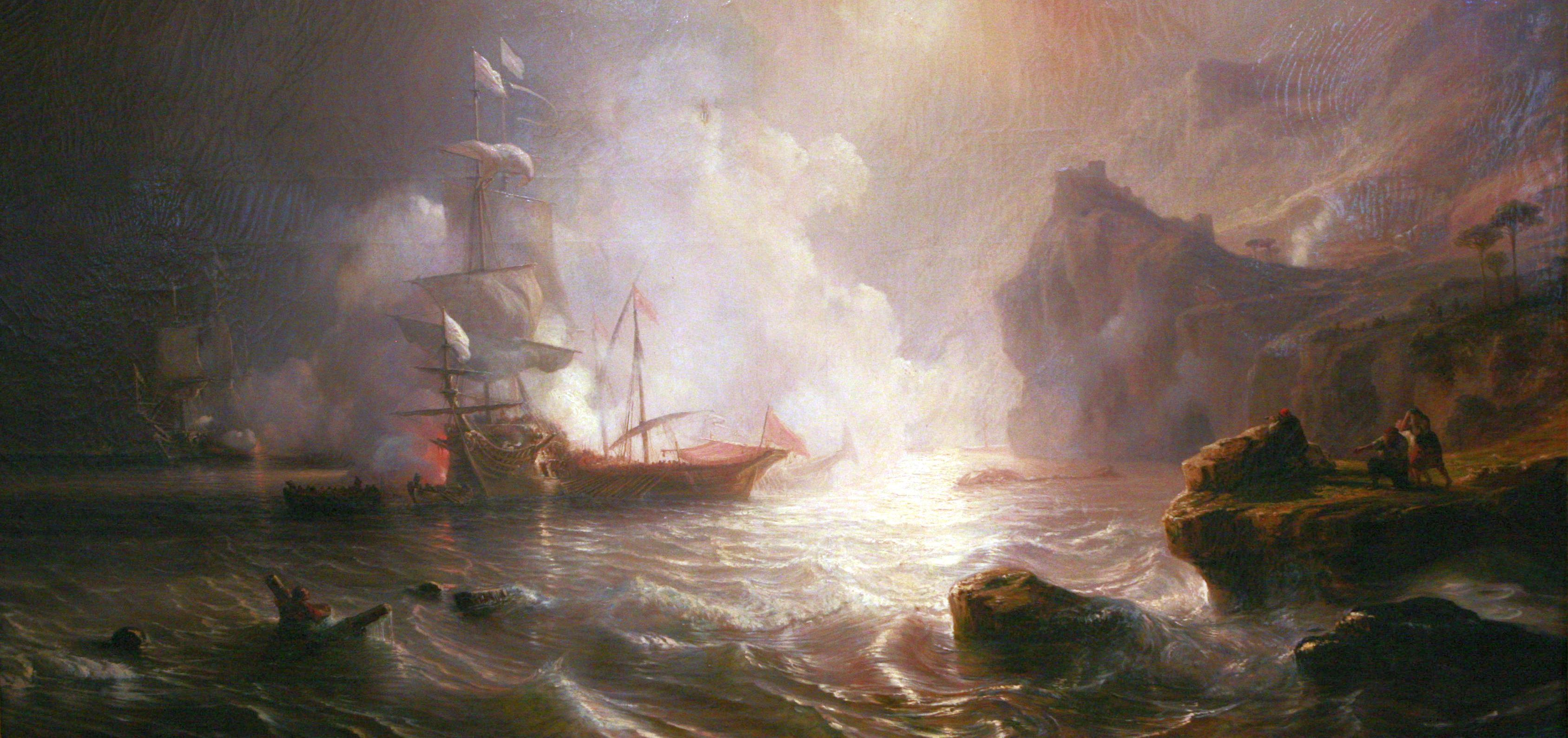
フランス戦列艦とバルバリア海賊ガレー船2隻の海戦

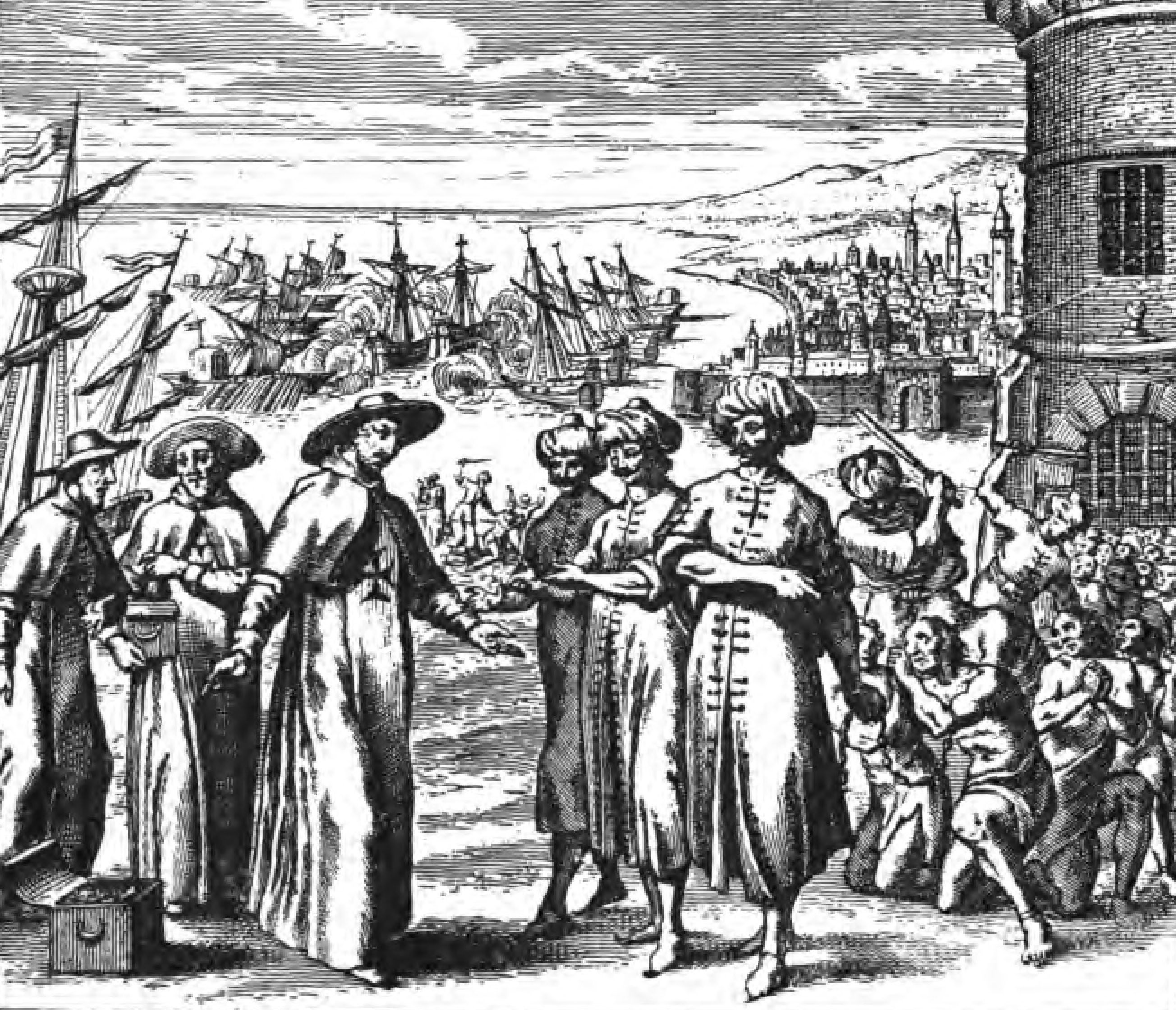
メルセダリアンの仕事はイスラム教徒に囚われたキリスト教徒奴隷を身受けすることだった、バルバリアとその海賊の歴史、1637年

バルバリア海賊による攻撃は、ポルトガル南部、スペインの南部と東部、バレアレス諸島、カナリア諸島、サルデーニャ島、コルシカ島、エルバ島、イタリア半島（特にリグーリア、トスカーナ、ラツィオ、カンパニア、カラブリア、プッリャの海岸部）、シチリア島、マルタ島で多かった。イベリア半島の北西、大西洋岸でも起こった。1617年、アフリカの海賊がこの地域を襲い、ブーザス、カンガス・ド・モラソを襲い、モアーニャやダルボの教会を破壊した。
海岸部の襲撃は時として遠くにまで達することがあった。アイスランドは1627年に襲撃の対象となった。ジャン・ジャンスゾーン（小ムラト・レイース）は400人を捕虜にしたと言われており、そのうち242人は後にバーバリ海岸で奴隷に売られた。海賊は若者と健康状態の良い者のみを捕虜にした。抵抗する者は殺され、老人は教会に集められて火を点けられた。捕まえられた者達の中にオラファー・エギルソンが居り、翌年身請けされてアイスランドに帰った時に、その経験について奴隷の話を書いた。

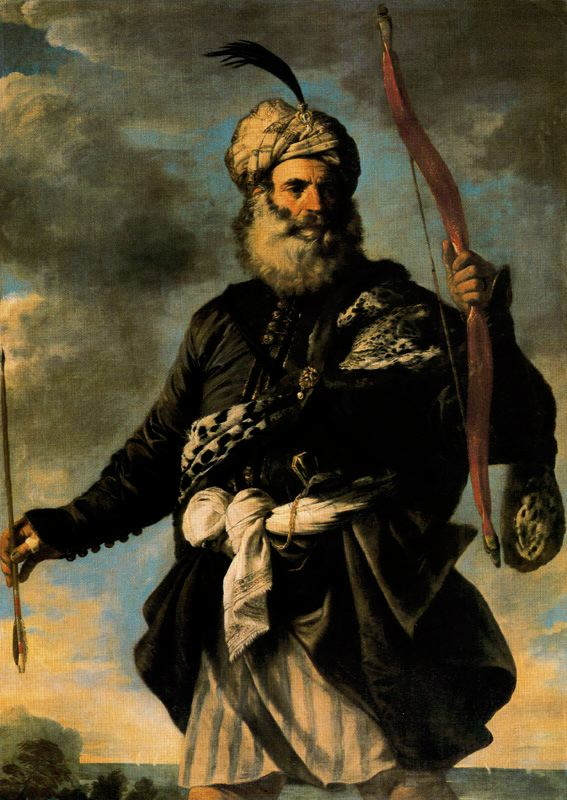
バルバリア海賊、ピエル・フランチェスコ・モーラ画、1650年

アイルランドも同様な攻撃の対象になった。1631年6月、ムラト・レイースがアルジェの海賊やオスマン帝国の軍隊と共にアイルランドのコーク県ボルティモアの小さな港村の海岸を襲った。村人のほとんど全員を捕まえ、北アフリカの奴隷にするために連れ帰った。その捕虜たちは様々な運命に振り分けられた。ある者はガレー船の奴隷としてオールに鎖で繋がれたままとなり、ある者はハーレムの芳香漂う隔離された部屋あるいはスルターンの王宮の壁内で長年を過ごした。彼らのうち2人のみが再度アイルランドを見ることができた。
アルジェだけでも2万人以上が幽閉されたと言われている。裕福な者は身代金を払って解放されたが、貧者は奴隷のまま運命づけられた。その主人によってはイスラム教に改宗することで解放することもあった。イタリア人やスペイン人ばかりでなく、ドイツ人やイングランド人が南に旅していて暫く捕まっていたという社会的に地位のある者も多かったとされている。主な犠牲者はシチリア島、ナポリ、スペインの海岸部住人だったが、通行税を払わなかったあらゆる国の商人、あるいはバーバリ諸国が単独で出て行かせた商人達は海上で捕まることが多かった。レデンプトール会やラザロ会など宗教団体が捕虜の請戻しのために動き、多くの国でその目的のために大きな遺産が残されてきた。

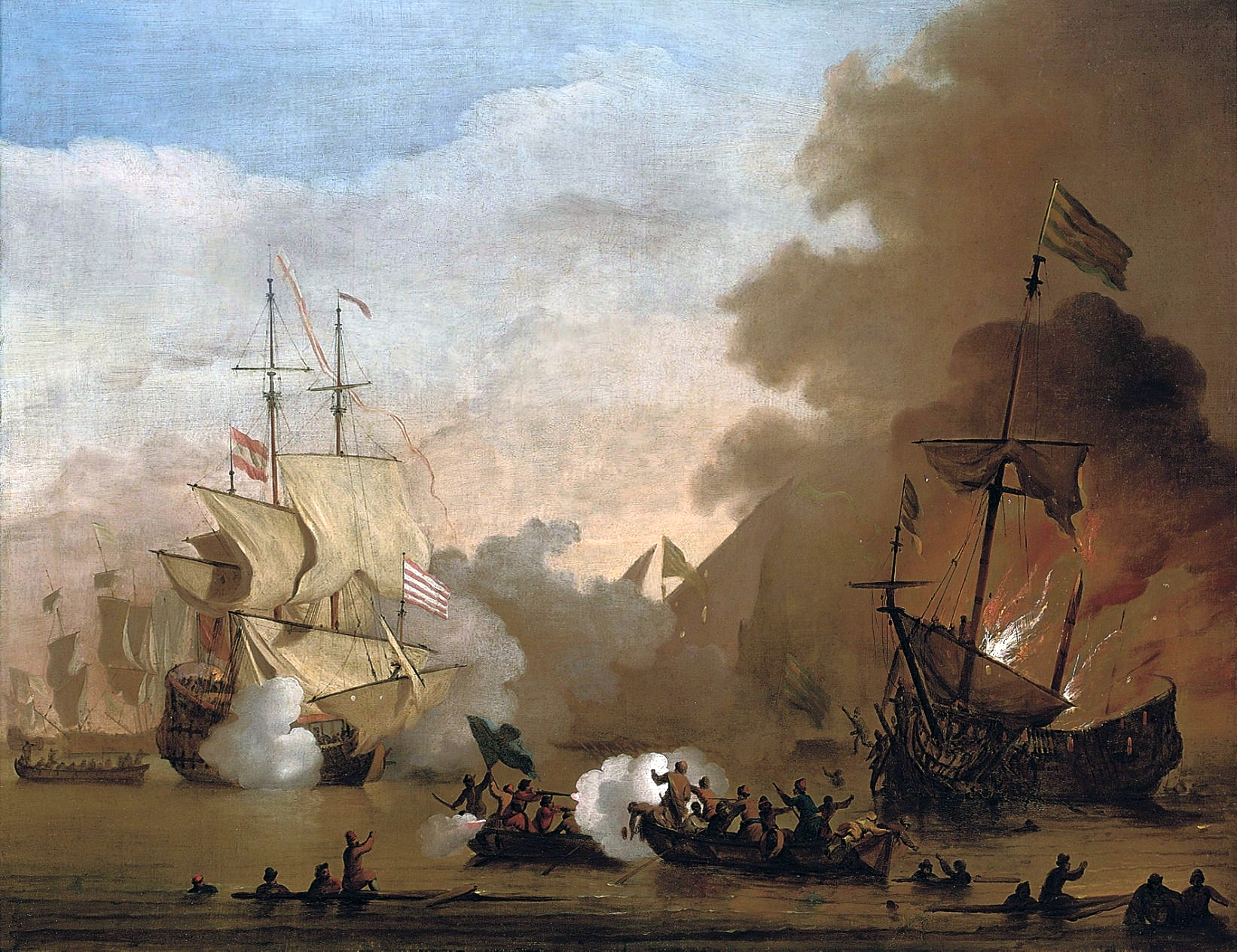
イギリスの船舶とバーバリの海賊との海戦

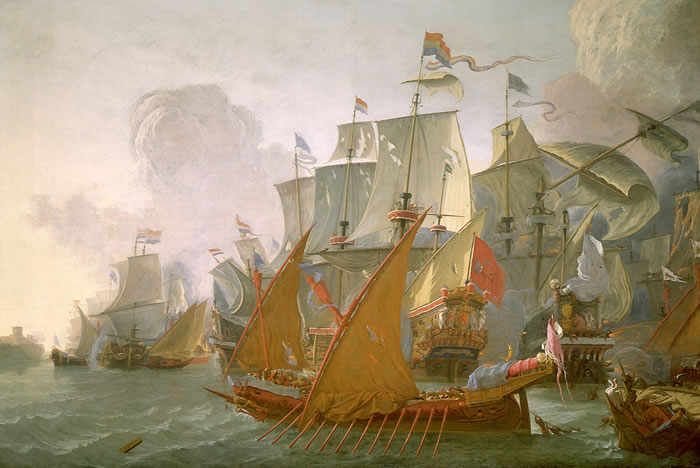
バルバリア海賊に対する懲罰遠征でトリポリを砲撃するオランダ艦船、リーブ・ピエテルス・バーシュイア画、1670年頃

海賊行為が続いたことは、ヨーロッパ列強の間の競合があったことも幸いした。フランスはスペインに対する海賊行為を奨励し、後にイギリスやオランダもフランスに対する海賊行為を支援した。17世紀後半までに、ヨーロッパ列強の海軍力が強くなり、バーバリ諸国に和平を結ばせるほどに抑制できるようになった。しかし、それらの国の商業的利益は競合国に攻撃を続けることで得られていたのであり、その結果海賊行為を全般的に止めさせることには関心がほとんど無かった。
キリスト教国の中で海賊の脅威に最もうまく対応したのがイングランドだった。1630年代からイングランドは様々な機会にバーバリ諸国と和平条約を結んだが、常にこれら協定を破って戦争状態にも入った。根幹にあるのは、イングランドの船舶が攻撃を避けている間に、外国船にその攻撃を仕向けることだった。しかし、イングランドの海軍力が強くなり、海賊に対する作戦行動を継続できるようになっていくと、次第にバーバリ諸国にとっての負担になっていった。チャールズ2世の治世に一連の遠征を行い、海賊艦隊に勝利し、さらにその母港にも攻撃を掛けて、イングランドの船舶に対するバルバリア海賊の脅威を永遠に止めさせた。1675年、ジョン・ナーボロー卿の率いたイギリス海軍の戦隊がチュニスとの永続する和平協定を交渉し、トリポリとは町を砲撃した後で、その協定を強制した。1676年にはサレとの和平協定が続いた。バーバリ諸国の中で最強だったアルジェとは1671年に結んだ条約を破って1677年に戦争状態に戻ったが、アーサー・ハーバートの指揮するイギリス戦隊がアルジェ軍を破り、1682年に再度和平条約を結ばせ、それは1816年まで続くことになった。この頃に海軍強国として頭角を現したフランスはそれから間もなくの1682年、1683年、さらに1688年にアルジェを砲撃して、永続する和平を確保し、トリポリにも同様に1686年に和平を強要した。

### 18世紀から19世紀

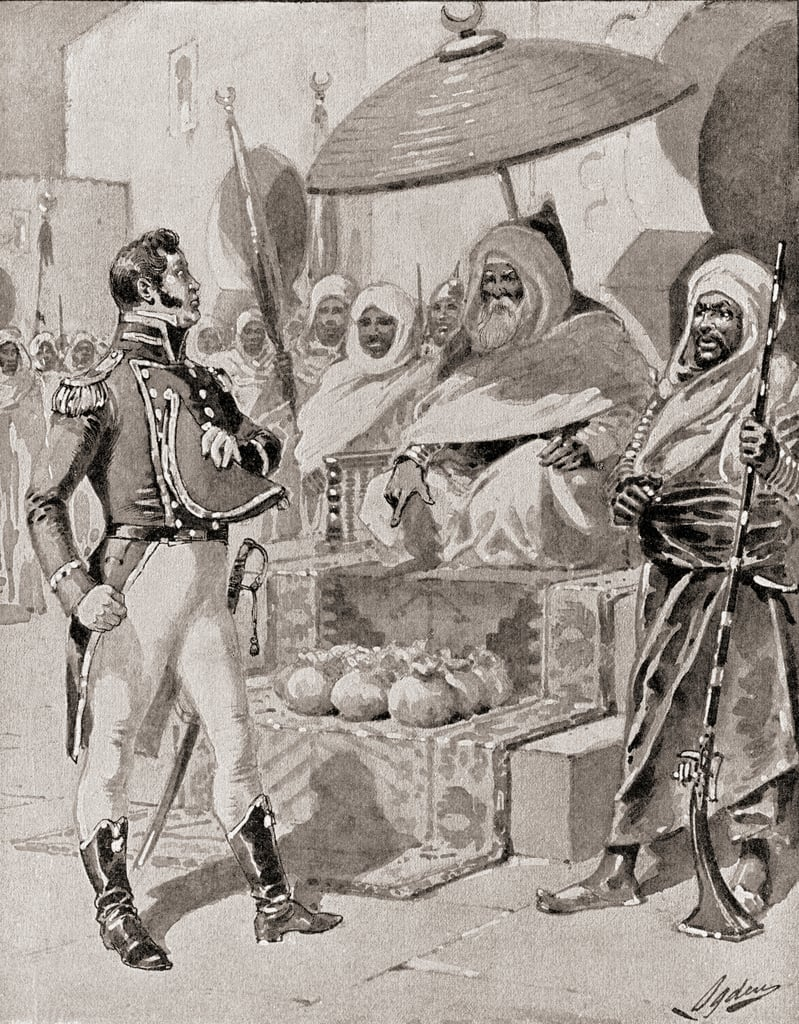
アルジェのデイに敬意を表するアメリカ海軍ウィリアム・ベインブリッジ艦長、1800年頃

1783年と1784年、この年にアルジェを砲撃したのはスペインだった。アントニオ・バルセロ提督が行った2回目は、アルジェの町に大きな被害を与えたので、アルジェのデイがスペインに和平交渉を求め、その時から数年間は、スペインの船舶と海岸も安全だった。
1776年にアメリカが独立宣言を発するまで、イギリスと北アフリカ諸国の条約によって、アメリカの船舶はバルバリア海賊の攻撃から保護されていた。モロッコは1777年に最初にアメリカ合衆国を認知した国となったが、1784年には独立後のアメリカ船舶を最初に捕獲した北アフリカの国となった。バルバリア海賊の脅威によって、アメリカ合衆国は1794年3月にアメリカ海軍を創設することになった。アメリカは和平協定を結ぶことには成功したが、攻撃から保護される代償として上納金の支払いを強制された。バーバリ諸国に対する身代金や上納金の支払額が、1800年にはアメリカ合衆国の国家予算の20%にもなった。1801年の第一次バーバリ戦争と1815年の第二次バーバリ戦争によって、上納金の支払いを終わらせるより有利な条約締結に結び付けた。しかし、アルジェは最初の条約から僅か2年後の1805年にはこれを破り、1816年にイギリスに強制されるまでは、1815年の条約履行を拒否していた。
ナポレオン戦争を終わらせるために開かれた1814年から1815年のウィーン会議で、ヨーロッパ列強がバルバリア海賊の行動を完全に終わらせる必要性について共通認識を持つようになっていた。チュニジアの戦隊によるサルデーニャ島パルマの襲撃で、住民158人が連れ去られたことは、広く憤慨を喚起した。この時点までにイギリスは奴隷貿易を禁止しており、他国にも同様な規制を求めていた。しかし、イギリスが大西洋奴隷貿易を終わらせようとしても、バーバリ諸国によるヨーロッパ人やアメリカ人の奴隷化停止にまでは及ばないために、海賊に対して未だ脆弱だった諸国から苦情が生じた。

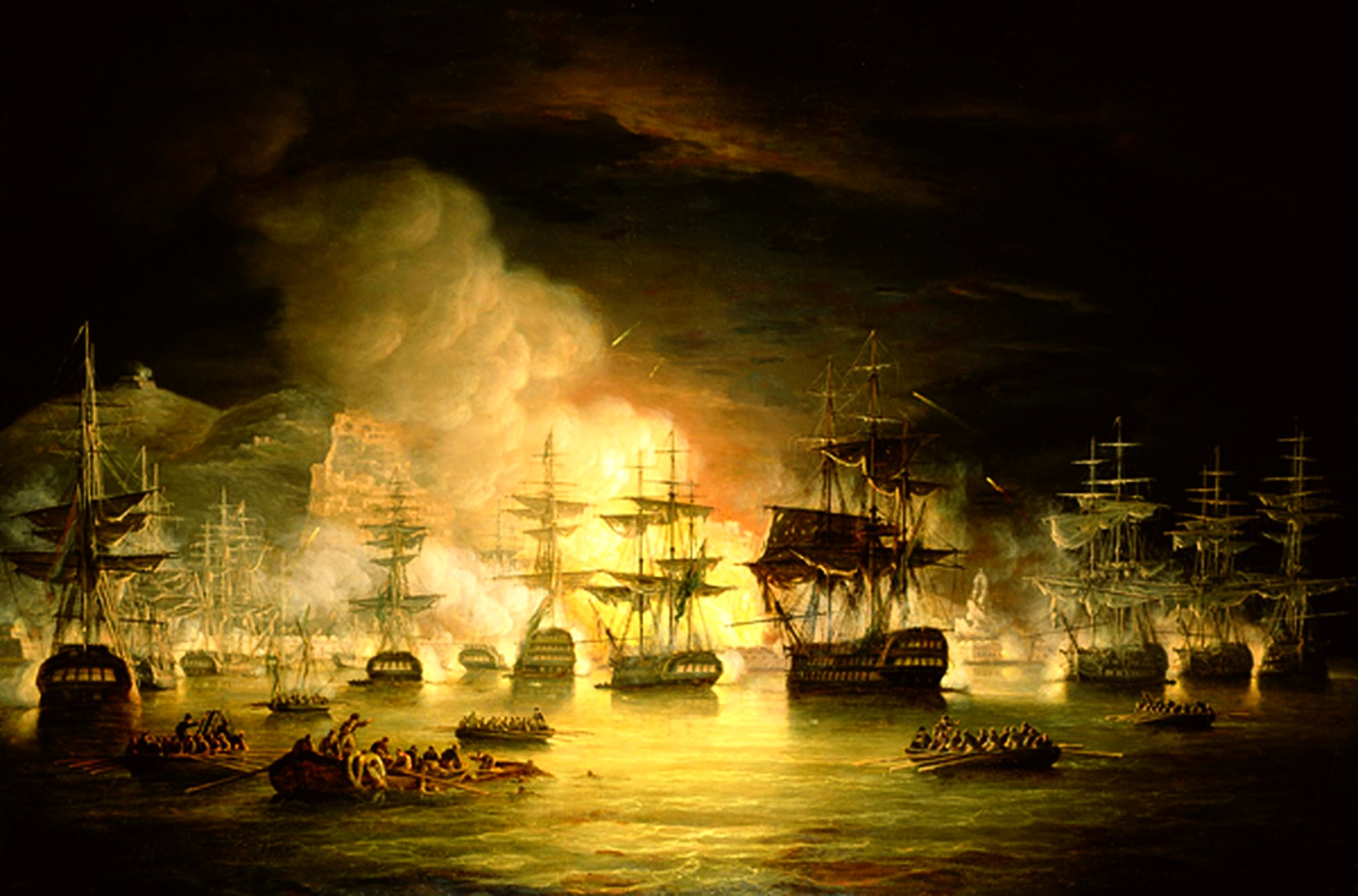
イクスマス卿によるアルジェ砲撃、1816年8月、トマス・ルーニー画

イギリスはこの抗議を緩和し、さらに反奴隷制度運動を進めるために、1816年にエドワード・イクスマス卿をトリポリ、チュニス、アルジェに派遣して新たな譲歩を引き出そうとした。これには今後の紛争で捕まえられるキリスト教徒を奴隷としてではなく戦争捕虜として扱うこと、アルジェとサルデーニャ王国やシチリア王国の間に和平協定を結ばせることも含まれていた。イクスマス卿は最初の訪問で満足いく条約を交渉して母国に戻った。しかし交渉している間に、チュニジア海岸のボナに入植していたサルデーニャの多くの漁師が知らない間に虐待されていた。サルデーニャは事実上イギリスの保護下にあったので、イギリスは再度イクスマス卿を派遣して賠償を確保させた。8月17日、バン・ド・カペレン提督の指揮するオランダ戦隊と組んでアルジェを砲撃した。その結果アルジェとチュニスは新たな譲歩を行うことになった。
しかし、北アフリカの経済にとって昔から重要だった奴隷確保のための襲撃を全的に禁止することに一様に服従させるためには、諸国の船舶を攻撃することを終わらせるために直面した以上の問題があった。奴隷所有者は保護の足りない人々を餌食にすることで、その慣れ親しんだ生活を継続することができた。アルジェはその後奴隷確保のための襲撃を再開したが、小規模に留まっていた。このアルジェ政府に対抗する手段は、1818年のアーヘン会議で協議された。1820年、イギリスのハリー・ニール卿が指揮する戦隊が再度アルジェを砲撃した。アルジェを基地とする海賊活動が完全に終わるのは、1830年のフランスによるアルジェリア占領を待つしかなかった。

## バルバリアの奴隷
バルバリア海賊が捕獲した船舶の貨物を略奪したのは当然として、その主目的は陸上あるいは海上で人々を捕まえ奴隷化することだった。奴隷は北アフリカで売られるか様々な方法で働かされることが多かった。
歴史家のロバート・C・デイビスは、1530年から1780年の間に100万ないし125万人のヨーロッパ人が、北アフリカの主にアルジェ、チュニス、トリポリ、さらにはイスタンブールやサレで捕虜にされ、奴隷として使われたと推計した。

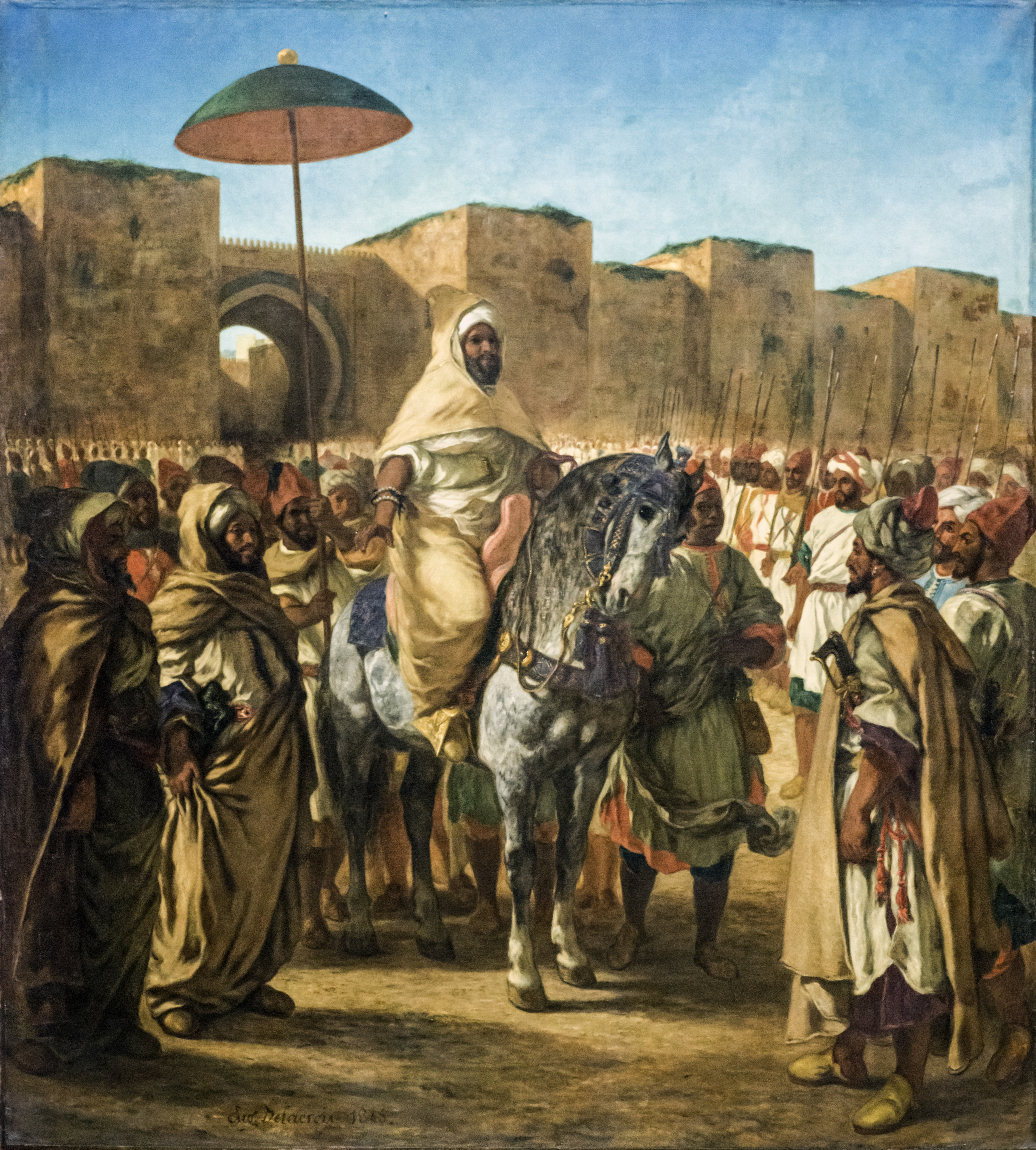
モロッコのスルターン、ウジェーヌ・ドラクロワ画

捕獲されることは、奴隷の悪夢の旅の最初の部分に過ぎなかった。多くの奴隷は北アフリカに戻る長い航海の間に、病気や、食料・水の不足のために船中で死んだ。この旅を生き残った者達は、奴隷競売に向かう道で街中を歩かされ見世物になった。その後は朝の8時から昼の2時まで立ちっぱなしとなり、その間に買い手が横を通って吟味した。次が競売であり、町民が買いたいと思う奴隷を競ることになった。それが一巡するとアルジェのデイが競り落とされた価格で欲しいと思う奴隷を購入するチャンスがあった。この競売の間、奴隷たちは走ったり飛んだりしてその強さとスタミナを示す必要があった。奴隷は激しい肉体労働から家事（多くの女性に割り付けられた）まで様々な仕事に使われた。夜には「バグニオ」と呼ばれた監獄に押し込められ、その中は暑く過密だった。しかしこのバグニオは18世紀までに改善が進み、礼拝堂、病院、店、奴隷が運営するバーまであるものもあったが、通常にあるものでもなかった。

### ガレー船の奴隷
バグニオの条件は厳しかったが、ガレー船の奴隷が耐えなければならなかった条件よりはましなものだった。バルバリアのガレー船の大半は年間80日間から100日間は海上にあり、奴隷が常にその船に乗っていたわけではなかったが、オールを漕いでいないときは陸上で厳しい肉体労働をさせられた。例外もあった。イスタンブールにあるオスマン・スルターンのガレー船奴隷は永久にそのガレー船内に拘束され、かなり長期間使われることも多く、17世紀後半から18世紀初期には平均して19年間働いたとされている。これら奴隷は滅多にガレー船を離れることがなく、何年もそこで生活した。この時期、漕ぎ手は座っている時に足枷と鎖を付けられ、動くことが許されなかった。睡眠、食事、大小の排便は座ったまま行った。1本のオールに5人ないし6人が掛かるのが通常だった。監督者が間を行き来し、一生懸命に働いていないと思われる奴隷を笞で叩いた。

### 奴隷にとっての自由
バーバリの奴隷は身代金の支払いで解放されることを期待できた。仲介者や慈善事業で身代金を調達する動きがあったが、それでも自由を得るのは大変難しかった。奴隷を身請けする資金集めが増えると、北アフリカ諸国は身代金を吊り上げた。身代金の不足だけが問題ではなかった。奴隷はその家族に捕まったことを報せ、身代金の額を伝える必要があったが、べらぼうに高い郵便料金を負担し（奴隷は払えないことが多かった）、それが配達されるまで数か月も待つ必要があった。
身代金が払われると、奴隷は港で身請けが完了するのを待った。17世紀や18世紀のある場合は、疫病の恐れがあったので、検疫のためにこの港に留められることがあった。
バーバリの奴隷の多くは身請けに依存できなかった。身請けにはそれだけの価値があると見なされる必要があった。多くの貧しい人々は母国に戻されることが無かった。奴隷の身請け金は通常船における有益性に基づいて変化した。船長は通常の船員よりも高かった。脱走がもう1つの可能性だったが滅多に成功することは無かった。『ドン・キホーテ』の作者ミゲル・デ・セルバンテスが捕虜になって奴隷とされ、4度脱走を試みたが成功せず、結局はその家族に身請けされた。最も有名な逃亡奴隷がトマス・ペローであり、その物語が1740年に出版された。何度か逃亡を試みては失敗し、危うく殺されそうにもなった。最後は1738年7月にジブラルタルまで逃亡することができた。

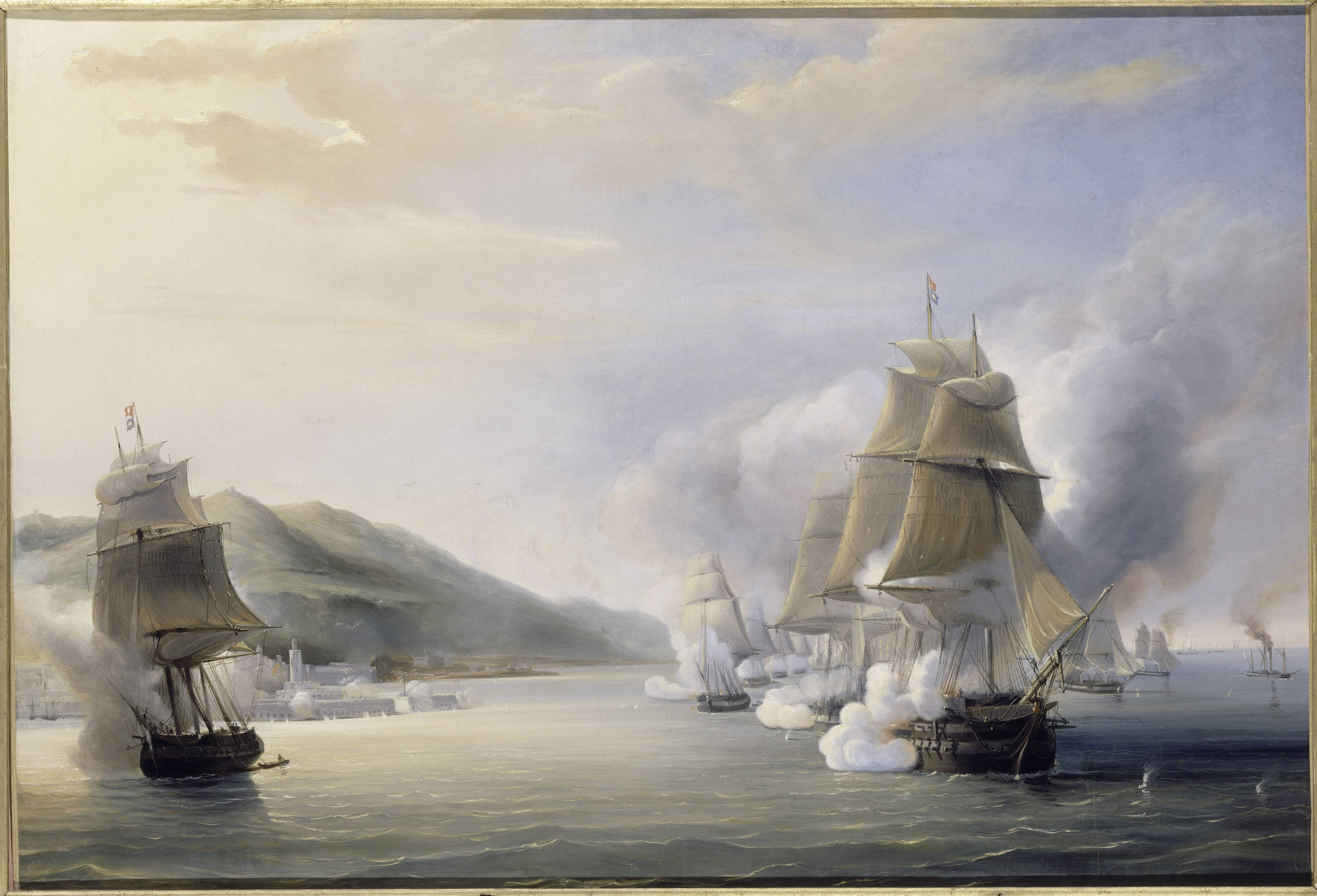
フランスのデュプレー提督によるアルジェ砲撃、1830年6月13日

## 悪名高いバルバリア海賊
歴史家のアドリアン・ティニスウッドに拠れば、最も悪名高い海賊はイングランドとヨーロッパの反逆者であり、その仕事を私掠船で覚え、平時にその業を追求するためにバーバリ海岸に移動した者達である。これらはぐれ者は最新式の航海術と造船術を海賊業にもたらし、海賊たちはアイスランドやニューファンドランド島など遠くまで奴隷捕獲のための長駆襲撃を行えるようになった。イングランド人海賊のヘンリー・メインウォーリングは後に王室からの恩赦を得てイングランドに戻り、ナイトの爵位に叙され、議会の議員となり、さらにイギリス海軍の中将に指名された。

### バルバロッサ兄弟
数多くいるバルバリア海賊（コルセア）の中で1番有名な兄弟。名前はラテン語のヒゲ（Barba:バルバ）と赤（Rosssa:ロッサ）から。バルバロッサ兄弟はギリシャ系イスラム教徒の海賊で16世紀初頭のアルジェを本拠地とした。弟のハイレッディンは海賊（コルセア）の首領からトルコ海軍の指揮官となり、スペイン、フランス、イタリアで多くの港を襲撃した。兄弟のおかげでアルジェは栄えた。

#### バルバロス・オルチ
北アフリカの海賊の中で最も有名なのがバルバロス・オルチとバルバロス・ハイレッディンの兄弟である。この二人と、それほど知られていない他の兄弟2人が全てバルバリア海賊になった。彼らはバルバロッサ（イタリア語で赤髭）と呼ばれた。これは長兄のオルチが赤い髭をたくわえていたからだった。オルチは1502年あるいは1503年にオスマン帝国のためにジェルバ島を占領した。北アフリカ海岸のスペイン領を攻撃することが多く、その間の1512年に失敗した時には砲丸で左腕を失った。1516年にはアルジェで猛威を振るい、オスマン帝国の援助で町を占領した。アルジェの支配者や地方の支配者など反対すると考えられる者全てを処刑した。1518年にスペイン人に捕まえられて殺され、見せしめにされた。

#### バルバロス・ハイレッディン
オルチは主に陸上を基盤としており、バルバロッサ兄弟の中で最もよく知られた者ではなかった。一番下の弟であるフズール（後のハイレッディン）が伝統的な海賊だった。有能な技師であり、少なくとも6か国語を話せた。髪の毛や髭を赤く染めて兄のオルチに似せた。
多くの重要な海岸地域を占領した後で、オスマン・スルターンの艦隊で総司令官に指名された。その指揮の下にオスマン帝国は30年間以上も東地中海を獲得し支配し続けた。ハイレッデンは1546年に熱病、おそらくはペストのために死んだ。

### ジャック・ウォード船長
イングランド人海賊ジャック、あるいはジョン・ウォードは、駐ベニス・イングランド公使から「イングランドから海に出た悪党の中で疑いも無く最大の者」と呼ばれたことがあった。イングランドがスペインと闘っているときにエリザベス女王の私掠船乗り組みとなった。戦後に海賊となった。1603年頃にある船を捕獲した仲間と共にチュニスに渡った。ウォードとその乗組員はイスラム教に改宗した。海賊として成功して金持ちになった。北アフリカ地域に重武装の横帆艦船を導入してガレー船の代わりに使い、それがバルバリア海賊が地中海を支配した要因となった。1622年にペストで死んだ。

### その他著名なバルバリア海賊

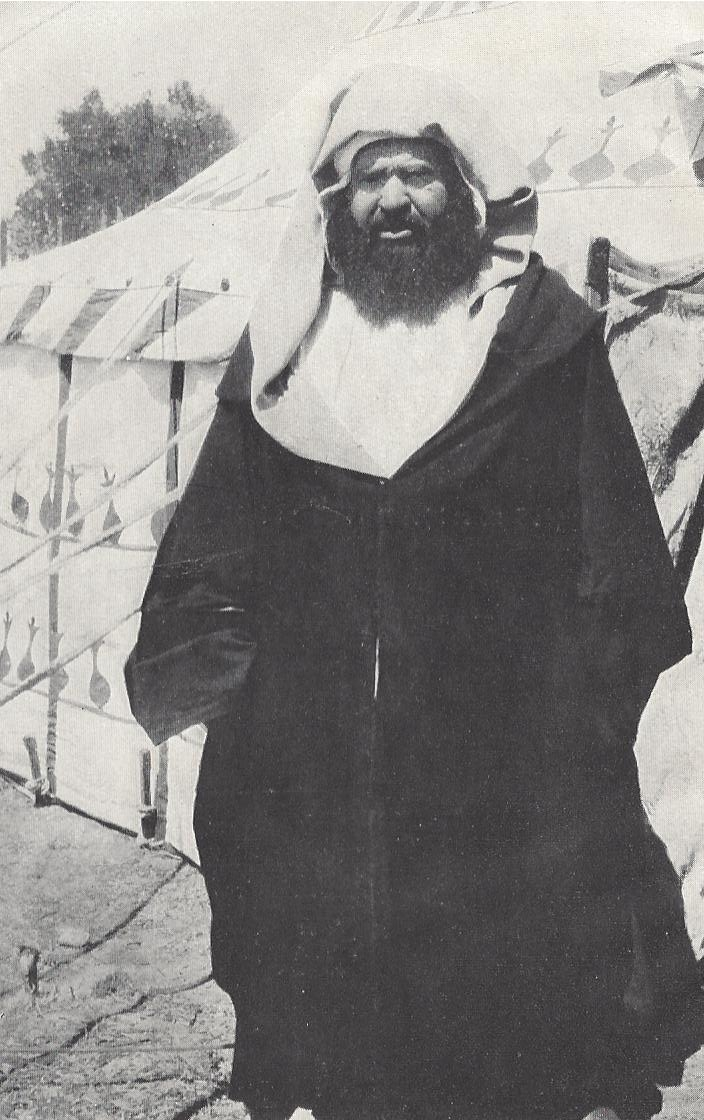
ムライ・アーメド・エル・レイスリ、最後のバルバリア海賊

- ケマル・レイース（1451年頃 - 1511年）
- ゲディク・アーメド・パシャ
- シナン・レイース（? - 1546年）
- ピーリー・レイース（1465年? - 1554年あるいは1555年）
- チュルガット・レイース（1485年 - 1565年）
- シナン・パシャ（? - 1553年）
- クルトグル・ムスリヒッディン・レイース（1487年 - 1535年）
- クルトグル・フジール・レイース
- サリー・レイース（1488年頃 - 1568年）
- セイディ・アリ・レイース（1498年 - 1563年）
- ピヤレ・パシャ（1515年 - 1578年）
- レイース・ハミドウ（1773年 - 1815年）
- オルチ・アリ・レイース（1519年 - 1587年）
- ムラト・レイース兄（1534年 - 1638年）
- アリ・ビッチン（1560年頃 - 1645年）
- サイモン・デ・ダンサーあるいはサイモン・レイース（1579年頃 - 1611年）
- アロモ・デ・ビーンボアあるいはスレイマン・レイース（? - 1620年）
- ジャン・ジャンスゾーンあるいはムラト・レイース弟（1570年 - 1641年?）

## 大衆文化の中で

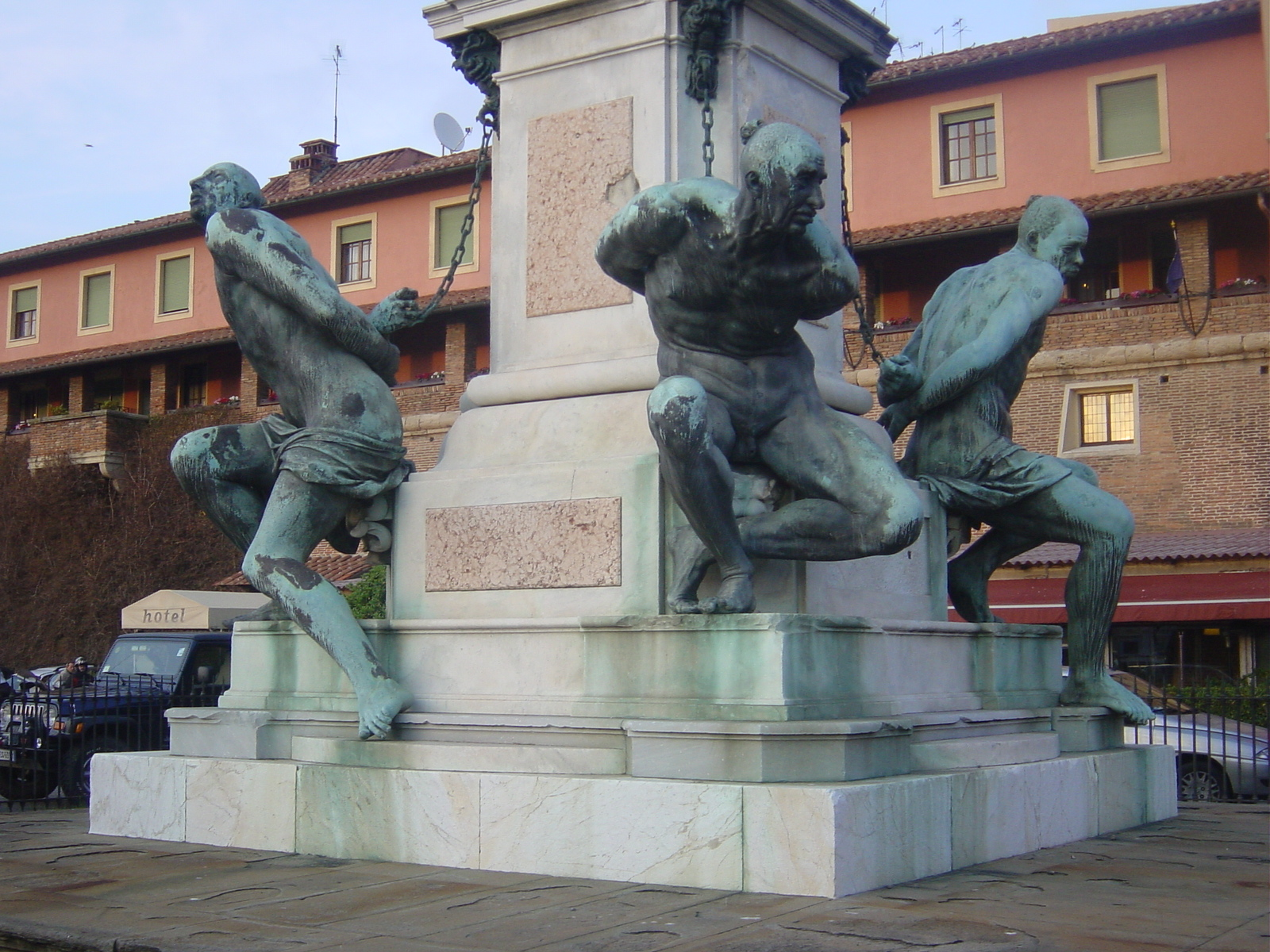
「クアトロ・モリ」（4人のムーア人）、ピエトロ・タッカ制作、イタリアのリヴォルノ

バルバリア海賊はエミリオ・サルガーリ作『Le pantere di Algeri』の主人公である。他にもダニエル・デフォーの『ロビンソン・クルーソー』、大デュマの『モンテ・クリスト伯』、ケネス・グレアムの『たのしい川べ』、ラファエル・サバチニの『海の鷹』や『イスラムの剣』、ロイヤル・タイラーの『アルジェの虜囚』、パトリック・オブライアンのオーブリー&マチュリンシリーズ『新鋭艦長、戦乱の海へ』、ニール・スティーヴンスンの『The Baroque Cycle』、ルイ・ラムールの『歩く太鼓』、クライブ・カッスラーの『エルサレムの秘宝を発見せよ！』、アン・ゴロンの『Angélique in Barbary』など多くの有名な小説に登場している。スペインの作家ミゲル・デ・セルバンテスは、奴隷としてアルジェのバグニオで5年間を過ごし、その経験を『ドン・キホーテ』の中の捕虜の話や、アルジェを舞台にした『アルジェの条約』と『アルジェの風呂」という2つの戯曲、さらには他の多くの作品でエピソードに描いている。
バルバリア海賊は多くのポルノ小説にも登場する。例えば、1828年に出た『The Lustful Turk』では、白人女性を誘拐し性の奴隷にすることが不変の興味となっている。
大衆文化の中で海賊を描く典型的な例の1つが、眼帯であり、アラブの海賊ラマー・イブン・ジャビル・アル・ジャラヒマーまでさかのぼることができる。アル・ジャヒマーは18世紀の戦闘で片目を失った後に眼帯を着用していた。
リトル・ジョニー・イングランドの歌『バルバリアの百合』は、バルバリア海賊に奴隷にされてアルジェで売られたが、その主人が死んだときに解放されたイギリス人の話である。その後は商人となり、別のイギリス人少女を奴隷の身分から買い戻した。

## 関連図書
- Adrian Tinniswood, Pirates of Barbary: Corsairs, Conquests and Captivity in the Seventeenth-Century Mediterranean, 343 pp. Riverhead Books, 2010. ISBN 978-1-59448-774-3. NY Times review
- White Gold: The Extraordinary Story of Thomas Pellow and North Africa's One Million European Slaves by Giles Milton (Sceptre, 2005)
- London, Joshua E. Victory in Tripoli: How America's War with the Barbary Pirates Established the U.S. Navy and Shaped a Nation. New Jersey: John Wiley & Sons, Inc., 2005. ISBN 978-0-471-44415-2
- The pirate coast : Thomas Jefferson, the first marines and the secret mission of 1805 by Richard Zacks. Hyperion, 2005. ISBN 1-4013-0849-X
- Christian slaves, Muslim masters : white slavery in the Mediterranean, the Barbary Coast, and Italy, 1500-1800 by Robert C. Davis. New York : Palgrave Macmillan, 2003. ISBN 978-0-333-71966-4
- Piracy, Slavery and Redemption: Barbary Captivity Narratives from Early Modern England by D. J. Vikus (Columbia University Press, 2001)
- The Stolen Village: Baltimore and the Barbary Pirates by Des Ekin ISBN 978-0-86278-955-8
- Skeletons on the Zahara: A True Story of Survival by Dean King, ISBN 0-316-15935-2
- Oren, Michael. "Early American Encounters in the Middle East", in Power, Faith, and Fantasy. New York: Norton, 2007.
- Boot, Max (2002). The Savage Wars of Peace: Small Wars and the Rise of American Power. New York City: Basic Books. ISBN 0-465-00720-1
- Lambert, Frank. The Barbary Wars. New York: Hill and Wang, 2005.
- Whipple, A. B. C. To the Shores of Tripoli: The Birth of the U.S. Navy and Marines. Bluejacket Books, 1991. ISBN 1-55750-966-2